# Batiz, Hunedoara
Batiz, mai demult Bătiz, Bătizu (în germană Batiz, Batiss, în maghiară Batiz, Batizfalva, Sajtostelek) este un sat ce aparține orașului Călan din județul Hunedoara, Transilvania, România.

## Istorie
În vara anului 1968, cercetătorii Magdalena Bunta și Paul Gyulai scoteau la lumină, în vatra localității, vestigiile primei și celei mai renumite Manufacturi de faianță fină din centrul și estul Europei.
Manufactura de ceramică fină de la Batiz a funcționat vreme de peste o jumătate de secol, între anii 1810-1865.

## Imagini

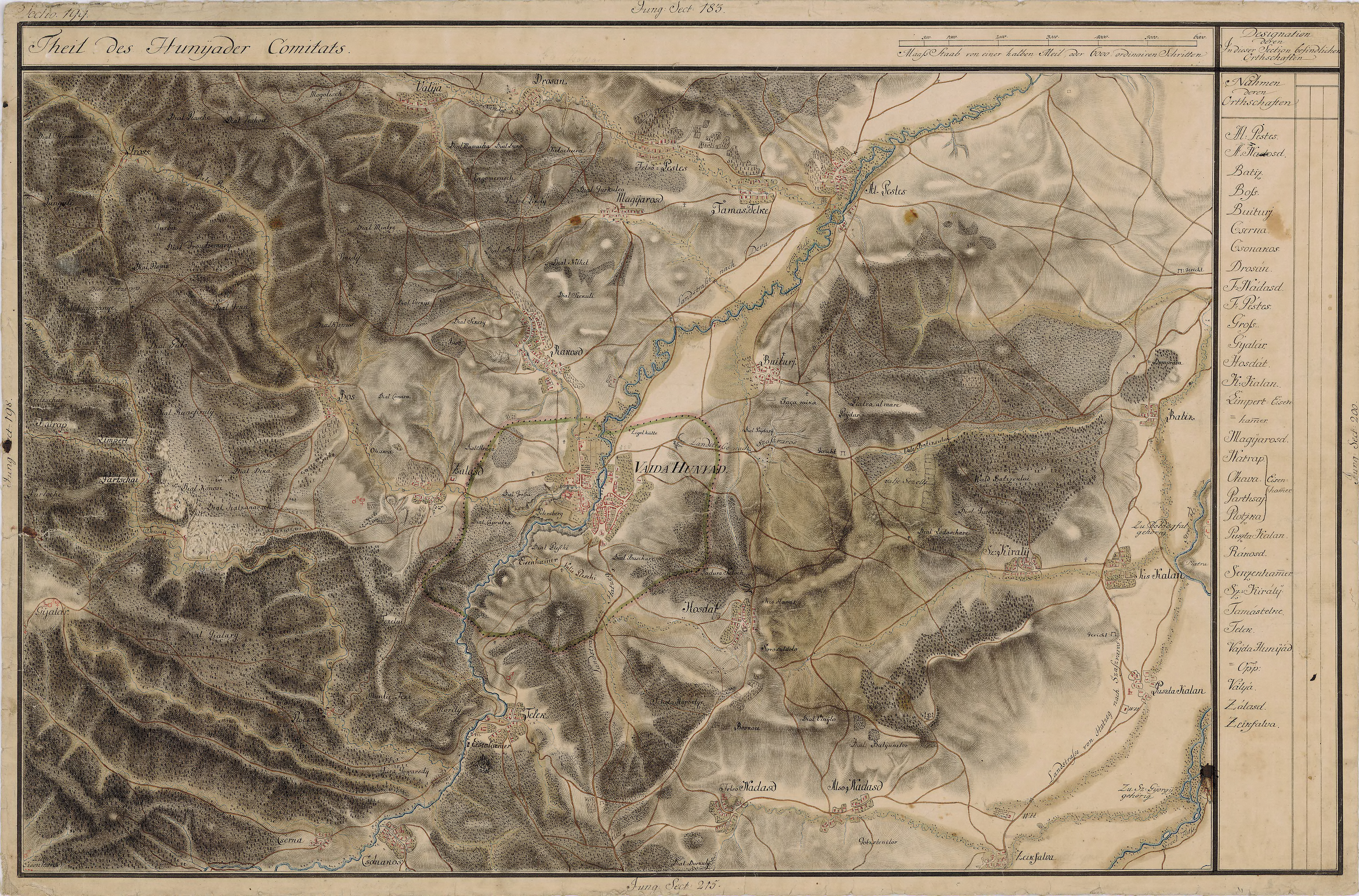
Batiz în Harta Iosefină a Transilvaniei, 1769-1773